# Legend of the Demon Cat
Pour plus de détails, voir Fiche technique et Distribution.
Legend of the Demon Cat (妖猫传, Yāo Māo Zhuàn, « Le Démon-chat ») est un film fantastique sino-japonais réalisé par Chen Kaige, sorti en Chine le 22 décembre 2017 et au Japon le 24 février 2018,. Il s'agit de l'adaptation du roman Samana Kūkai (沙門空海唐の国にて鬼と宴) de Baku Yumemakura, nom de plume de Yoneyama Mineo,.

## Synopsis
Sous la dynastie Tang (618–907), un démon-chat apparaît et sème le trouble dans la ville de Chang'an, provoquant une série d’événements étranges (les hommes de pouvoir meurent tous les uns après les autres). Le poète chinois Bai Letian et le moine bouddhiste japonais Kūkai s'allient alors pour enquêter sur la mort de la Concubine Yang, suivant la piste laissée par le démon et révélant un secret jusqu'ici bien gardé.

## Distribution
- Huang Xuan (en) : Bai Letian
- Shōta Sometani : Kūkai
- Kitty Zhang Yuqi : Chunqin
- Qin Hao (en) : Chen Yunqiao
- Hiroshi Abe : Abe no Nakamaro
- Keiko Matsuzaka : Bai Ling
- Liu Haoran (en) : Bai Long
- Oho Ou (en) : Dan Long
- Zhang Tian'ai (en) : Huji Yulian
- Zhang Luyi (en) : l'empereur Tang Xuanzong
- Sandrine Pinna : Dame Yang
- Tian Yu (en) : Gao Lishi (en)
- Liu Peiqi (en)
- Xin Baiqing : Li Bai
- Cheng Taisheng
- Mason Lee (en)
- Qin Yi
- Shōhei Hino

## Production
La production du film s'est étalée sur cinq ans. Quelque 200 millions $ ont été investis pour construire le plateau du film qui sera transformé en un parc à thème.

## Récompenses et nominations
| Prix                                                     | Catégorie                     | Récipiendaire           | Issue      | Ref.  |
| -------------------------------------------------------- | ----------------------------- | ----------------------- | ---------- | ----- |
| 9e cérémonie des China Film Director's Guild Awards (en) | Meilleur film                 | Legend of the Demon Cat | Nomination | [ 7 ] |
| 9e cérémonie des China Film Director's Guild Awards (en) | Meilleur réalisateur          | Chen Kaige              | Nomination | [ 7 ] |
| 12e cérémonie des Asian Film Awards                      | Meilleur réalisateur          | Chen Kaige              | Nomination | ,     |
| 12e cérémonie des Asian Film Awards                      | Meilleure actrice             | Kitty Zhang Yuqi        | Lauréat    | ,     |
| 12e cérémonie des Asian Film Awards                      | Meilleure photographie        | Cao Yu                  | Nomination | ,     |
| 12e cérémonie des Asian Film Awards                      | Meilleurs costumes            | Chen Tongxun            | Lauréat    | ,     |
| 12e cérémonie des Asian Film Awards                      | Meilleur design de production | Tu Nan et Lu Wei        | Lauréat    | ,     |
| 12e cérémonie des Asian Film Awards                      | Meilleurs effets visuels      | Ishi Norio              | Lauréat    | ,     |